# Amy Madison
Pour les articles homonymes, voir Amy.
Amy Madison est un personnage fictif de la série télévisée Buffy contre les vampires, jouée par Elizabeth Anne Allen. Elle est apparue dans chaque saison de Buffy au moins une fois, excepté dans la saison 5. Alors qu'au début elle était une personne aux bonnes intentions, Amy est graduellement dévorée par la magie. Basculant finalement vers le mal, elle devient l'ennemie de Willow et ses amis.

## Biographie fictive

### Dans la série télévisée
Amy est une camarade de classe de Buffy Summers au lycée de Sunnydale. Elle apparaît pour la première fois dans l'épisode Sortilèges, lorsqu'elle et Buffy essayent de devenir pom-pom girl. Lors de l’entretien, elle rate un enchaînement, mais plusieurs faits étranges arrivent aux autres concurrentes, ce qui fait entrer Amy dans l’équipe. Buffy suspecte qu'Amy est une sorcière et qu’elle aurait utilisé la magie afin d'évincer les autres filles pour devenir pom pom girl. Buffy apprend ensuite que c’est la mère d’Amy, Catherine, la vraie sorcière, qui aurait utilisé la magie pour permuter leurs deux esprits. Buffy et ses amis réussissent à ramener Amy dans son propre corps et à emprisonner sa mère dans un vieux trophée de pom pom girl (ils ignorent cependant qu’elle y est). Amy dit à Buffy que depuis que sa mère a disparu, elle vit avec son père et sa belle-mère, et que son père est surprotecteur, se sentant coupable de l’avoir laissée avec sa mère.
Amy continue à faire ses études au lycée de Sunnydale et apparaît dans quelques épisodes. Elle hérite des pouvoirs de sa mère et devient par la suite une puissante, même si quelquefois inefficace, sorcière. Ceci est démontré dans l'épisode Un charme déroutant lorsque Alex décide de faire chanter Amy pour qu’elle l'aide à exécuter un charme d'amour qui rendrait Cordelia folle de lui. Cependant, le charme tourne court et rend toute la population féminine de Sunnydale folle de lui, excepté Cordelia. Envoûtée elle aussi par le sort, Amy, jalouse, invoque la déesse Hécate pour transformer temporairement Buffy en rat. Par la suite Rupert Giles la force à stopper les deux sorts.
Dans la saison 3, Amy a rejoint un groupe de sorcellerie avec Willow (devenue une sorcière pratiquante) et le sorcier Michael Czajak. Dans l'épisode Intolérance, les parents de Sunnydale (sous l’influence des démons Hans et Greta) deviennent fous au sujet de l'influence magique sur leurs enfants, et décident de brûler Amy, Buffy et Willow. Pour s’échapper, Amy se transforme en rat. Mais devenue rat, elle ne peut défaire son sort. Willow capture Amy et la met dans une cage à souris le temps de trouver un moyen de lui rendre son état normal. Willow fait plusieurs tentatives sans résultat pour rendre à Amy son véritable corps durant les deux saisons suivantes. Dans l'épisode de la saison 4 Le Mariage de Buffy, Willow réussit accidentellement à rendre apparence humaine à Amy durant quelques secondes, mais ne réalisant pas que son sort fonctionne, elle lui rend son apparence de rat. Le producteur Doug Petrie décrit cette scène comme « aussi cruelle que drôle ».
Dans la saison 6, Willow étant devenue une puissante sorcière, elle réussit à rendre apparence humaine à Amy de façon permanente en récitant une simple formule dans l'épisode Écarts de conduite. Amy et Willow redeviennent amies, bien qu'Amy semble avoir changé par rapport aux précédentes saisons, probablement en raison de sa longue captivité en tant que rat. Elle a apparemment connu le sorcier Rack avant de devenir un rat, et elle emmène Willow le voir, ce qui rend Willow dépendante de la magie noire. Plus tard, lorsque Willow décide d'abandonner la magie, Amy lui lance un sort, lui offrant de la magie provenant d’elle et Willow manque de replonger dans sa dépendance à cause de cela. Quand Amy revient la voir, Willow lui dit que ce qu’elle a fait lui rend la tâche encore plus dure, et demande à Amy de rester loin d’elle avec des menaces à peine voilées (épisode Fast food).
La dernière apparition d’Amy dans la série télévisée est dans l’épisode de la saison 7 Duel. Willow prend l'apparence de Warren Mears, celui qu’elle a torturé puis écorché après qu’il eut accidentellement tué sa petite amie, Tara Maclay. Elle demande de l’aide à son ancien groupe de sorcières à l’université et découvre qu’Amy en fait partie. Amy explique qu'elle a décidé de « devenir meilleure ». On apprend plus tard que c’est Amy la responsable de la transformation de Willow, ayant lancé un sortilège sur elle apparemment parce qu’Amy était jalouse d’elle. Cependant, dans Buffy contre les vampires, Saison huit, il s'avère que ce sort apparemment aléatoire est réellement une partie d'un plus grand plan orchestré par Warren, après qu’Amy l'eut sauvé de la mort dans l'épisode Les Foudres de la vengeance.

### Dans les comics
Dans le premier numéro de la saison 8 de Buffy en comics, Un long retour au bercail, Amy est découverte par l'armée des États-Unis pendant une expédition sous Sunnydale, après l'effondrement de la ville, avec son « petit ami » la créature inconnue que le Général Voll considère avec dégoût. En échange de sa coopération pour tuer Buffy, elle demande un accès à toutes leurs ressources magiques et un laboratoire d’armements pour son « petit ami ». S'ils réussissent à éliminer Buffy, elle veut une libération avec une immunité totale pour eux deux.
Amy attaque Buffy dans sa base en Écosse, la mettant dans un coma mystique que seul un baiser de véritable amour peut défaire. Amy élève une armée de zombies en kilt pour lutter contre les tueuses. Willow et Amy luttent entre elles avant que le combat soit arrêté par la sœur devenue géante de Buffy, Dawn Summers. Lorsque Willow sent la magie d’Amy, elle sent soudainement un piège et est attirée dans un portail, seulement pour y être accueillie par Warren. Pendant que Warren torture Willow, Amy se bat contre Satsu et Buffy. Après avoir vu son espace de rêve durant son coma, Buffy prend la forme du plus grand cauchemar d'Amy : sa mère. Distraite, Amy ne voit pas la grenade jetée à ses pieds par Satsu, et lorsque Buffy et Satsu entrent secourir Willow, elles voient Amy disparaître avec Warren dans ses bras par un portail.
Plus tard, dans Time of your Life, Amy et Warren travaillent sous les ordres de Twilight et détruisent un château écossais, tuant sept Tueuses qui y résident, avec un missile couvert de runes magiques. Dans Retraite, Amy localise les Tueuses au Tibet.

## Puissances et capacités
Amy est une sorcière puissante avec des pouvoirs reçus de sa mère. Sa puissance se développe au cours de la série. Tandis qu'au début, Amy était plus puissante que Willow, lançant un charme pour se changer en rat que Willow ne peut pas renverser, Amy reconnaît par la suite, dans la saison 7, que Willow l'a surpassée. Willow affirme qu’Amy a de nouveaux pouvoirs dans la saison 8 qui ont été développés avec l'aide de la technologie. Amy commente qu'elle est devenue régulièrement plus forte abandonnée à son sort dans les ruines de Sunnydale. Au combat, Amy est capable de faire face à Willow et peut léviter par la simple force de sa volonté.

## Histoires amoureuses
- Larry Blaisdell - Après avoir retrouvé son apparence dans la saison 6, Amy a déclaré qu'elle espérait que Larry lui demanderait de l’accompagner au bal de fin d’année, ignorant apparemment qu'il était gay et le fait que le bal de fin d’année s’est déroulé il y a trois ans, au moment où Larry est mort.
- Warren Mears - Le petit ami d’Amy dans la saison 8. On apprend dans Un long retour au bercail que leur relation avait commencé depuis Les Foudres de la vengeance, Amy ayant sauvé la vie de Warren juste après que Willow l'ait écorché.